# 광주 만취정
만취정(晩翠亭)은 광주광역시 광산구에 있는, 만취(晩翠) 심원표(沈遠杓:1853~1939)의 학덕을 기리기 위해 1913년에 지은 정자이다. 2002년 12월 27일 광주광역시의 문화재자료 제26호로 지정되었다.

## 개요
조선 말 감역(監役)을 지낸 이 마을 출신의 학자 만취(晩翠) 심원표(沈遠杓:1853~1939)의 학덕을 기리기 위해 1913년에 지은 정자이다. 심원표는 한말에 감역관(監役官)을 지내기도 했고, 일본이 주는 은사금(恩賜金)을 거부하고 고향에 은둔해 강학과 효도로써 한 평생을 마쳤다.
정면 처마 끝에는 해강 김규진과 석촌 윤용구가 쓴 만취정(晩翠亭) 편액 2개가 걸려 있다.
또 정자 안에는 "나의 씨족인 심씨의 본관이 청송(靑松)으로 되어 있고 또 솔(松)이라는 나무가 언제나 울창하여 겨울 추위에도 그의 푸름을 잃지 않는 높은 절개를 갖고 있다. 이 정자를 남쪽에 지어 '만취(晩翠)'라 한 것은 소나무의 이러한 절개를 볻받아 나의 만년을 보내는 장소로 활용하기 위함이다." 라고 씌어 있는(만취정 소서(晩翠亭小序))라는 글이 걸려 있다. 한말의 학자인 송사 기우만, 난와 오계수,후석 오준선, 석음 박노술 등이 심원표의 덕행을 찬미한 시문들도 볼 수 있다.
정자의 건립연대를 가늠할 수 있는 수령 100여 년 된 고목들이 주변에 빽빽히 들어서 있어서 주변경관이 빼어나다. 현재 청송심씨 일문의 종회소로 쓰이고 있으며 비교적 관리 상태가 좋다. 정자 옆에 있는 사당 남동사에는 심원표를 비롯하여 남석(南石) 심종대(沈鐘大), 주봉(注峰), 심한구(沈翰求)의 초상화가 봉안되어 있다. 심재규가 소유 및 관리하고 있다.

## 같이 보기
- 심원표

## 참고 자료
- 만취정 - 국가유산청 국가유산포털